# 八王子社 (南知多町)
八王子社（はちおうじしゃ）は、愛知県知多郡南知多町大字篠島字堂山15にある神社。篠島に2社ある神社のうち、八王子社は男宮、神明神社は女宮とされる。造船業や海上守護の神として祀られている。

## 祭神

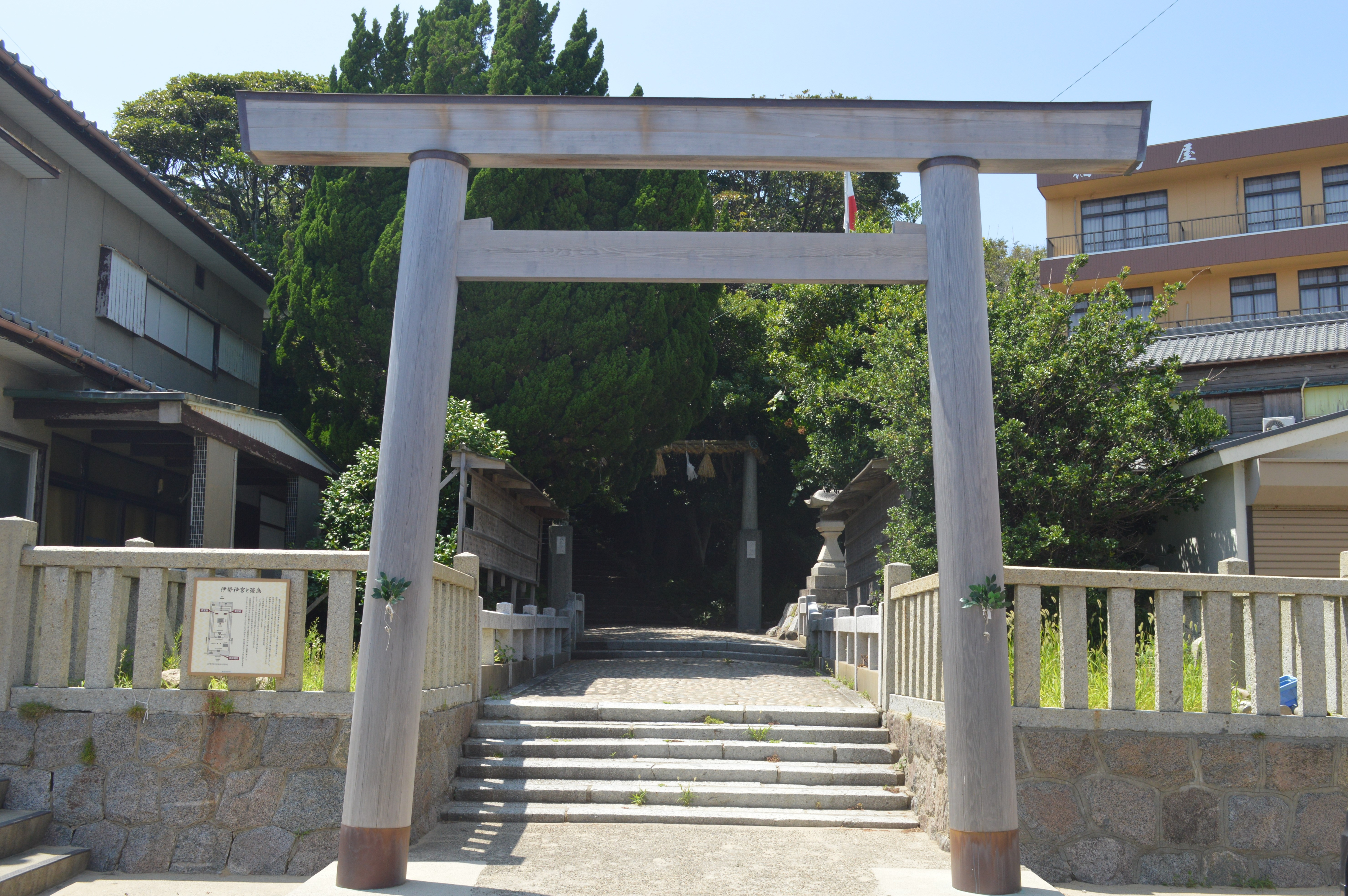
鳥居

- 天之忍穂耳命（あめのおしほみみみこと）
- 天之苦卑能命（はめのほひのみこと）
- 天津日子根命（あまつひこねのみこと）
- 活日子根命（いくつひこねのみこと）
- 熊野久須毘命（くまのくすびのみこと）
- 多紀理毘売命（たぎりびめのみこと）
- 市寸嶋比売命（いちきしまひめのみこと）
- 多岐都比売命（たきつひめのみこと）

出典 : 神明神社

## 歴史

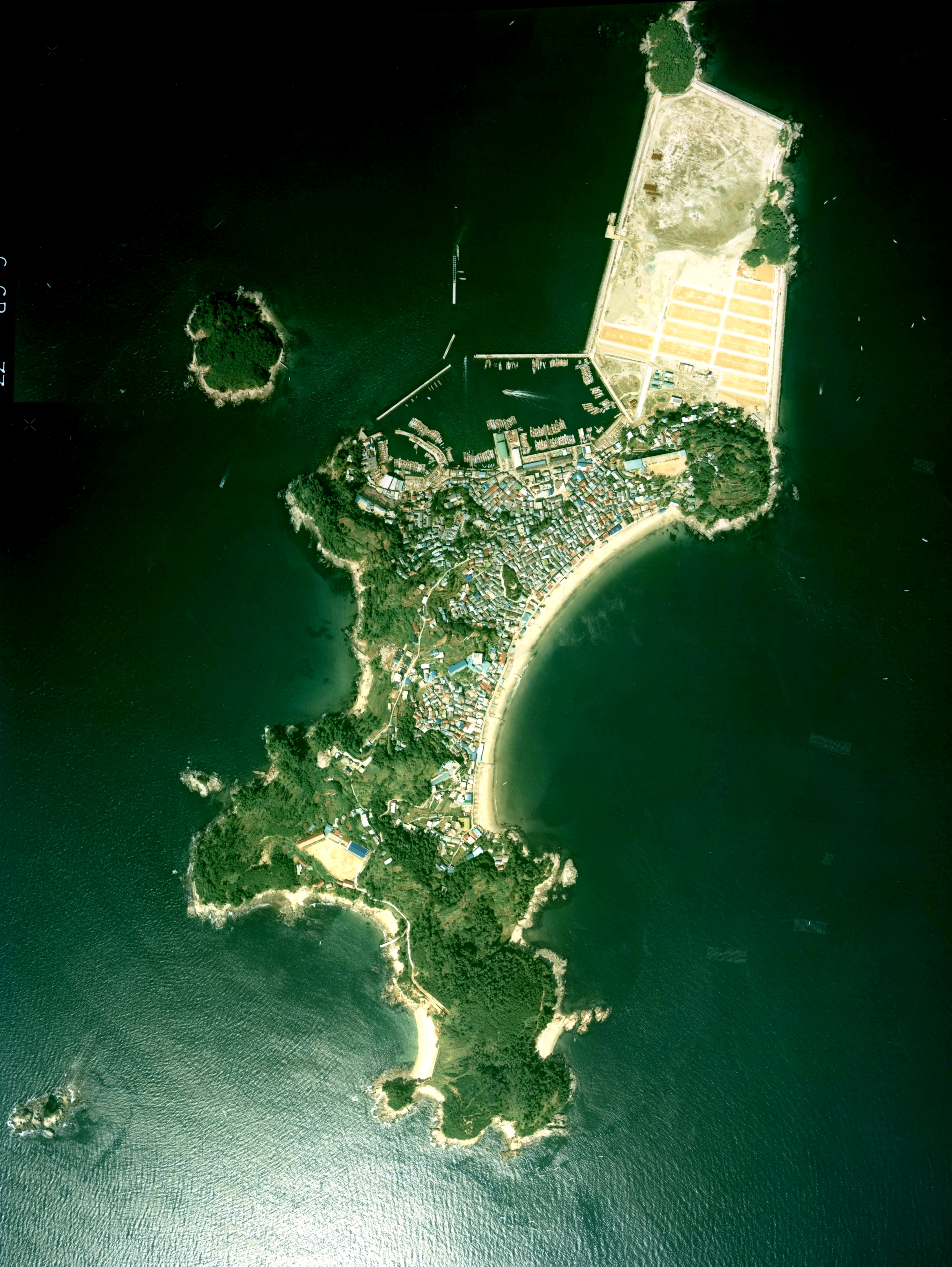
八王子社がある篠島

『日本書紀』に登場する伝説上の皇女である倭姫命は、尾張国中島郡から海路で三河国渥美郡に渡航する際、篠島に立ち寄ってこの地を御神領に定め、荒御魂を祀ったとされる。
鎌倉時代中期の正応元年（1288年）9月、伊勢国度会郡の箕曲神社（現在の伊勢市小木町）から勧請されて創建された。
永正14年（1517年）3月、箕曲神社の獅子頭1頭が八王子社に奉納され、この獅子頭は御神宝として守られている。

## 式年遷宮
20年ごとに行われる伊勢神宮の式年遷宮の際には、伊勢神宮の古材を篠島の神明神社が譲り受けて社殿を建て替えるため、この際に出た神明神社の古材で八王子社の社殿を立て替えている。
八王子社の古材は篠島に点在する数々の小さな社として生まれ変わる。現在でも伊勢神宮の社殿一式を移築する伝統を有しているのは、日本で篠島のみとされている。

## 祭礼

### 正月祭礼・大名行列
毎年1月3日・4日には八王子社と神明神社で正月祭礼（大名行列）が行なわれる。八王子社に祀られている男性神オジンジキサマが神明神社に祀られている女性神の元に向かい、一夜を過ごしてから八王子社に帰る祭礼である。
3日昼には扮装した厄男が隊列（大名行列）を組み、掛け声とともに舞を舞う。18時にはオジンジキサマのオワタリが始まるが、この神事を目にすると祟りがあるとされており、電力会社の協力で島中の通電を遮断し、観光客であってもオワタリの様子を見ることは禁じられている。
神職がオジンジキサマを八王子社から神明神社に運び、神明神社への到着に合わせて太鼓が打ち鳴らされると、家にこもっていた島民が先を争って神明神社に参拝に向かう。4日の昼が近付くと再び扮装した厄男による舞が行なわれ、13時頃には神職に支えられたオジンジキサマが舞を舞う。厄男はオタナギサマに厄を移して海に流し、オジンジキサマは再び八王子社の本殿に納められる。

## 現地情報
所在地
- 470-3505 愛知県知多郡南知多町大字篠島字堂山15

アクセス
- 篠島渡船ターミナルから徒歩